# Сугаківка
Сугаківка — колишнє село, нині південно-східна придніпровська частина селища Обухівка Дніпровського району Дніпропетровської області.

## Географія
Село розташоване на лівому березі Дніпра при допливі до нього Протовчі (сучасне нове русло Орелі).

## Історія
1886 року село Сугаківка входило до Кам'янської волості Новомосковського повіту. У ньому жило 660 мешканців, що мали 110 господарських подвірь.
У селі однойменна пристань.